# Петросян Фелікс Едуардович
Фе́лікс Едуа́рдович Петрося́н (нар. 12 квітня 1954, Дальній, Китай — пом. 25 травня 2010, Одеса, Україна) — український політик. Заступник голови Одеської обласної ради, голова «Блоку партії пенсіонерів України».

## Біографічні відомості
Народився в сім'ї кадрового військовослужбовця. Батько і мати — учасники Другої світової війни. Сім'я жила в Уссурійську, у Баку.
Закінчив Бакинський державний університет (спеціальність — «Біологія і хімія»). Працював на заводі токарем. Викладав в університеті. Був керівником фармацевтичної фабрики.
3 1990 року проживав в Україні. Бізнесмен. Президент асоціації «Співдружність». Власник великого автомобільного ринку в місті Одесі.
З 2002 року — голова Партії пенсіонерів України. Академік Східно-української академії бізнесу, заступник голови Одеської обласної ради.
18 серпня 2007 року на I міжпартійному з'їзді «Блоку партії пенсіонерів України» Партії пенсіонерів України і Партії захисту пенсіонерів України обраний головою цього блоку.
Був одружений, виховував двох синів, один з яких, Фелікс Феліксович Петросян, 12 січня 2008 року вбив людину в ДТП, за що досі ніяк не покараний завдяки неодноразовим спробам закрити карну справу.
Спроби Фелікса Петросяна незаконним шляхом вивести свого сина з-під відповідальності за вбивство спричинили акцію громадського протесту, яку розпочали дописувачі одеського форуму.
Помер в ніч з 25 на 26 травня 2010 року в Одесі від інсульту.